# مقاطعة (الولايات المتحدة)
المقاطعة في الولايات المتحدة هو نظام تقسيم إداري للولايات متبع في الولايات المتحدة الأمريكية، تتبع المقاطعات حكومة الولاية، مصطلح مقاطعة مستخدم في 48 ولاية أمريكية باستثناء لويزانا والأسكا، حيث تستخدم الأولى مصطلح ابريشية بينما الثانية تستخدم برورغ.
تستخدم الحكومة الاتحادية مصطلح «المقاطعة المعادلة» لإدارة ووصف المناطق التي تشبه المقاطعات في لويزانا، ألاسكا، منطقة كولومبيا والمدن المستقلة المتواجدة في فيرجينيا وميريلاند وميسيوري ونيفاذا. تحتوي الولايات المتحدة على 3,144 مقاطعة منها 3,007 مقاطعة و137 مقاطعة معادلة لها.
عدد المقاطعات ليس ثابت فهو يتراوح ما بين 3 مقاطعات في ولاية ديلواير و254 مقاطعة في تكساس. وتشتمل كل مقاطعة على إدارة حكم ذاتية باستثناء رود آيلاند وكونكيت حيث قام مجلس رابطة ماساشوستس بألغاء العديد من الصلاحيات الحكومية لـ8 من أصل 14 مقاطعة.

## التاريخ
يرجع تاريخ المقاطعات إلى عصر المستعمرات الثلاثة عشر والتي قامت بتأسيس حكومة محلية، والتي كونت فيما بعد الولايات المتحدة. وتعد ولاية فيرجينيا أول من أنشئ مقاطعة وذلك سنة 1995.